# Реча (Мехединци)
За остале употребе, погледајте чланак Реча (вишезначна одредница)
Реча (рум. Recea) насеље је у Румунији у округу Мехединци у општини Пунгина. Oпштина се налази на надморској висини од 105 m.

## Становништво
Према подацима из 2013. године у насељу је живело 1028 становника.

### Попис2002.
| Расподела становништва по националности 2002.‍ | Расподела становништва по националности 2002.‍ | Расподела становништва по националности 2002.‍ | Расподела становништва по националности 2002.‍ | Расподела становништва по националности 2002.‍ |
| --------------------------------------------- | --------------------------------------------- | --------------------------------------------- | --------------------------------------------- | --------------------------------------------- |
|                                               |                                               |                                               |                                               |                                               |
| Румуни                                        | Румуни                                        |                                               | 661                                           | 60,7%                                         |
| Роми                                          | Роми                                          |                                               | 428                                           | 39,3%                                         |